# آر موثورامان
آر موثورامان هو ممثل هندي (وحمل سابقاً جنسية الراج البريطاني)، ولد في 1929، وتوفي في 1981.

## وصلات خارجية
- آر موثورامان على موقع IMDb (الإنجليزية)
- آر موثورامان على موقع قاعدة بيانات الفيلم (الإنجليزية)